# Quyền chọn bán
Quyền chọn bán (Put option) là một công cụ phái sinh trên thị trường tài chính, công cụ tài chính này sẽ trao cho người nắm giữ (tức là người mua quyền chọn) có quyền bán một tài sản (gọi là tài sản cơ sở) với mức giá cụ thể (giá thực hiện) vào một ngày cụ thể (ngày hết hạn hoặc ngày đáo hạn) cho người đã đặt lệnh quyền bán (tức là người đã bán quyền chọn bán này) và người đó buộc phải mua các tài sản này theo các mức giá từ trước tại một thời điểm đã ấn định từ trước. Việc mua quyền chọn bán được xem là một tâm lý tiêu cực về giá trị tương lai của cổ phiếu cơ sở. Về mặt pháp lý, quyền chọn bán hay quyền chọn mua được giao kết trong hợp đồng quyền chọn, chính là hợp đồng cho phép người sở hữu quyền được bán cổ phiếu phổ thông theo một giá nhất định và trong một khoảng thời gian xác định trước. 

## Đặc điểm
Quyền chọn bán có thể thực hiện được nếu có một chỉ số chứng khoán đạt được một mức độ cụ thể nào đó. Các hợp đồng như quyền chọn mua hoặc quyền chọn bán đã được doanh nghiệp mua vào (Quyền chọn đối với cổ phiếu của doanh nghiệp do chính doanh nghiệp nắm giữ) không được sử dụng để tính lãi suy giảm trên cổ phiếu vì gây ra tác động suy giảm ngược. Quyền chọn bán có thể được thực hiện chỉ khi giá thỏa thuận bán lớn hơn giá thị trường và quyền chọn mua chỉ được thực hiện khi giá thỏa thuận mua nhỏ hơn giá thị trường. Quyền chọn bán đã phát hành thì những hợp đồng yêu cầu doanh nghiệp phải mua lại cổ phiếu của chính mình (Quyền chọn bán đã phát hành và hợp đồng mua kỳ hạn) được sử dụng để tính lãi suy giảm trên cổ phiếu nếu như có tác động suy giảm. Quyền chọn bán cũng có thể được kết hợp với các công cụ phái sinh khác như một phần của các chiến lược đầu tư phức tạp hơn và đặc biệt, việc sở hữu quyền này có thể hữu ích cho hoạt động phòng ngừa rủi ro (Hedge). Việc nắm giữ quyền chọn bán theo kiểu châu Âu tương đương với việc nắm giữ quyền chọn mua tương ứng và bán một hợp đồng kỳ hạn phù hợp. 